# Team Delko
A Delko Marseille Provence no Tour La Provence de 2019
A Team Delko (código UCI: DKO) foi uma equipa ciclista francesa de categoria UCI ProTeam. Participou nas divisões de ciclismo de estrada UCI ProSeries, e os Circuitos Continentais da UCI, correndo assim mesmo naquelas carreiras do circuito UCI World Tour às que é convidado.
Fez parte do clube ciclista do mesmo nome com equipas em diferentes categorias inferiores e ciclismo de montanha.

No final da época de 2021 foi extinta por dificuldades financeiras.

## História

### Da equipa amador ao profissional
Criado em 2000 como parte da estrutura ciclista do mesmo nome, criada esta em 1974, foi uma equipa amadora até 2010. Um ano depois quis subir à categoria Continental (última categoria do profissionalismo) mas impedimentos na sua federação produziram que se tivesse que registar na Letónia, pese a isso os corredores franceses se tiveram licença individual daquele país com a garantia de salários e condições que isso produziu.
Até dita data tinham estreado como profissionais até 31 corredores que passaram pela equipa amador.

### 2011
Ao ter licença letona sete corredores foram daquele país (dos que só Toms Skujins ia correr com regularidade), por seis franceses, um argentino cedido pelo Geox-TMC (Daniel Díaz), um espanhol (Eduard Gonzalo) e um lituano (Evaldas Siskevicius). Para um total de 16 corredores (o limite, em circunstâncias normais, para equipas da sua categoria), que posteriormente aumentaram em 2 mais graças aos corredores "à prova" (stagiaires).
Durante essa primeira temporada como profissionais conseguiram 5 vitórias destacando Justin Jules com uma etapa no Tour de Hainan e Julien Antomarchi com uma etapa no Tour de Haut Var. O resto de vitórias foram para Evaldas Siskevicius com duas etapas na Volta ao Alentejo e Benjamin Giraud com uma etapa no Circuito das Ardenas. Jules, Antomarchi e Siskevicius foram os mais destacados da equipa já que eles três somaram 20 dos 26 postos entre os três primeiros da equipa durante dita temporada.

### 2012
Para o 2012 se obtiveram licença do seu país com a conseguente redução de elencos até os 10 corredores com oito franceses, um letão (Toms Skujins) e um lituano (Evaldas Siskevicius).

### 2013
Devido aos interesses comerciais de Bonitas e ao interesse desta equipa em procurar novos talentos por todo mundo em princípio se anunciou uma fusão com a equipa sulafricana do Team Bonitas. No entanto, realmente só se incorporou do Team Bonitas ao La Pomme Marseille Jason Bakke desaparecendo o resto da estrutura sulafricana. Por sua vez o La Pomme Marseille aumentou o seu elenco em 5 corredores ainda que não subiu de categoria (se manteve na categoria Continental).

### 2016
Neste ano muda de nome como Delko Marseille Provence KTM e sobe à categoria Profissional Continental, a formação francesa também anunciou a chegada de um novo patrocinador, Delko, empresa especializada em peças de automóveis.

## Material ciclista
A equipa utiliza bicicletas KTM
https://web.archive.org/web/20170703032500/http://www.teamdelkomarseilleprovence.com/fo/index.php
http://www.ktm-bikes.at/bikes/bikedetail.html?action=bike_details&bike_id=106&chash=50b6ed8260727673a3d0eb5bf8906456

## Sede
Durante o seu ano de estreia como profissional a sua sede esteve em Riga.

## Classificações UCI
A partir de 2005 a UCI instaurou os Circuitos Continentais UCI, onde a equipa está desde que se criou em 2011, registado dentro do UCI Europe Tour. Estando nas classificações do UCI Europe Tour Ranking e UCI Asia Tour Ranking. As classificações da equipa e de seu ciclista mais destacado são as seguintes:
| Temporada               | Classificação por equipas | Melhor corredor na classificação individual | Posição |
| 2010-2011 (Asia Tour)   | 59º                       | Justin Jules                                | 256º    |
| 2010-2011 (Europe Tour) | 27º                       | Julien Antomarchi                           | 51º     |
| 2011-2012 (Asia Tour)   | 33º                       | Benjamin Giraud                             | 52º     |
| 2011-2012 (Europe Tour) | 30º                       | Evaldas Šiškevicius                         | 63º     |
| 2012-2013 (Africa Tour) | 10º                       | Julien Antomarchi                           | 37º     |
| 2012-2013 (Europe Tour) | 17º                       | Yannick Martinez                            | 15º     |
| 2012-2013 (Asia Tour)   | 6º                        | Benjamin Giraud                             | 5º      |
| 2013-2014 (Europe Tour) | 34º                       | Rémy Dei Gregorio                           | 61º     |
| 2013-2014 (Asia Tour)   | 3º                        | Julien Antomarchi                           | 9º      |
| 2015 (Asia Tour)        | 18º                       | Evaldas Šiškevicius                         | 33º     |
| 2015 (Europe Tour)      | 17º                       | Ignatas Konovalovas                         | 31º     |
| 2016 (America Tour)     | 29º                       | Daniel Díaz                                 | 115º    |
| 2016 (Europe Tour)      | 94º                       | Rémy Di Gregorio                            | 560º    |
| 2016 (Europe Tour)      | 34º                       | Delio Fernández                             | 224º    |
| 2017 (Africa Tour)      | 18º                       | Mikel Aristi                                | 89º     |
| 2017 (Asia Tour)        | 32º                       | Rémy Di Gregorio                            | 80º     |
| 2017 (Europe Tour)      | 12º                       | Mauro Finetto                               | 29º     |
| 2017 (Oceania Tour)     | 7º                        | Benjamin Dyball                             | 9º      |
| 2018 (Africa Tour)      | 2º                        | Joseph Areruya                              | 1º      |
| 2018 (Asia Tour)        | 16º                       | Javi Moreno                                 | 47º     |
| 2018 (Europe Tour)      | 17º                       | Mauro Finetto                               | 119º    |

## Palmarés

### Palmarés de 2019

#### Circuitos Continentais UCI
| Datas           | Circuito                | Carreiras                              | Ganhador                 |
| 24 de fevereiro | UCI Africa Tour de 2019 | 1.ª etapa do Tour de Ruanda            | Alessandro Fedeli        |
| 1 de março      | UCI Africa Tour de 2019 | 6.ª etapa do Tour de Ruanda            | Przemysław Kasperkiewicz |
| 31 de março     | UCI Europe Tour de 2019 | 5.ª etapa da Settimana Coppi e Bartali | Mauro Finetto            |

#### Campeonatos nacionais
| Datas | Carreiras | Ganhador |

## Elenco

### Elenco de 2019
| Nome                     | Nascimento | Nacionalidade | Equipa de 2018                           |
| Joseph Areruya           | 01/01/1996 | Ruanda        | Delko Marseille Provence KTM             |
| Romain Combaud           | 01/04/1991 | França        | Delko Marseille Provence KTM             |
| Lucas de Rossi           | 16/08/1995 | França        | Delko Marseille Provence KTM             |
| Julien El Fares          | 01/05/1985 | França        | Delko Marseille Provence KTM             |
| Alessandro Fedeli        | 02/03/1996 | Itália        | Delko Marseille Provence KTM (stagiaire) |
| Delio Fernández          | 17/02/1986 | Espanha       | Delko Marseille Provence KTM             |
| Iuri Filosi              | 17/01/1992 | Itália        | Delko Marseille Provence KTM             |
| Mauro Finetto            | 10/05/1985 | Itália        | Delko Marseille Provence KTM             |
| Eduard-Michael Grosu     | 04/09/1992 | Roménia       | Nippo-Vini Fantini-Europa Ovini          |
| Alexis Guerin            | 06/06/1992 | França        | Delko Marseille Provence KTM             |
| Brenton Jones            | 12/12/1991 | Austrália     | Delko Marseille Provence KTM             |
| Przemysław Kasperkiewicz | 01/03/1994 | Polónia       | Delko Marseille Provence KTM             |
| Jérémy Leveau            | 17/04/1992 | França        | Delko Marseille Provence KTM             |
| Javi Moreno              | 18/07/1984 | Espanha       | Delko Marseille Provence KTM             |
| Ramūnas Navardauskas     | 30/01/1988 | Lituânia      | Bahrain Merida                           |
| Rémy Rochas              | 19/05/1996 | França        | Delko Marseille Provence KTM (stagiaire) |
| Fabien Schmidt           | 23/03/1989 | França        | Sojasun (2013)                           |
| Evaldas Šiškevicius      | 30/12/1988 | Lituânia      | Delko Marseille Provence KTM             |
| Julien Trarieux          | 19/08/1992 | França        | Delko Marseille Provence KTM             |